# Slatina (sit SCI)
Slatina este o arie protejată (sit de importanță comunitară — SCI) din România, desemnată în scopul protejării biodiversității și menținerii într-o stare de conservare favorabilă a florei spontane și faunei sălbatice, precum și a habitatelor naturale de interes comunitar aflate în arealul zonei de protecție. Aceasta este întinsă pe o suprafață de 144,6 ha, integral pe uscat.

## Localizare
Centrul sitului Slatina este situat la coordonatele 47°27′52″N 26°00′26″E / 47.464389°N 26.007094°E. Situl se întinde pe teritoriile administrative ale comunelor Slatina și Valea Moldovei din județul Suceava.

## Înființare
Situl Slatina a fost declarat sit de importanță comunitară (ROSCI0392) în septembrie 2011 pentru a proteja două specii faunistice.

## Biodiversitate
Situată în ecoregiunea continentală, aria protejată nu conține niciun habitat natural.
La baza desemnării sitului se află un amfibian cunoscut sub denumirea populară de izvoraș-cu-burta-galbenă (Bombina variegata) și un ortopter din specia Isophya stysi (cosaș).